# Attagenus inapicalis
Attagenus inapicalis es una especie de coleóptero de la familia Dermestidae.

## Distribución geográfica
Habita en el Congo, Etiopía y Tanzania.